# 东壕乘降所
东壕站是位于内蒙古自治区呼伦贝尔市扎赉诺尔区东壕村的一个铁路乘降所，邮政编码021410。车站建于1898年，2008年关闭，成为乘降所，现仅有2个车次的列车短暂停靠，供旅客乘降，有滨洲铁路经过该站，车站及其上下行区间均未电气化。车站距离哈尔滨站917公里，隶属哈尔滨铁路局，曾是五等站。

## 历史
车站建成后，依照俄国的命名方式命名为“第二号小站”，也被称为“葛西诺窝站”（Раз. Касинов），即蒙古语中清洁的小河的意思。1920年代中国收回路权后，因附近1929年中东路事件而挖掘的大量战壕而得名东壕并沿用至今。2005年随着滨洲铁路海拉尔至满洲里的复线竣工而关闭。:667